# Paeonia intermedia
Paeonia intermedia là một loài thực vật có hoa trong họ Paeoniaceae. Loài này được C.A.Mey. miêu tả khoa học đầu tiên năm 1830.